# Qijia, Shandong
Qijia (kinesiska: 七甲, 七甲镇) är en köpinghuvudort i Kina. Den ligger i provinsen Shandong, i den östra delen av landet, omkring 330 kilometer öster om provinshuvudstaden Jinan. Antalet invånare är 24 313. Befolkningen består av 12 047 kvinnor och 12 266 män. Barn under 15 år utgör 12,0 %, vuxna 15-64 år 75 %, och äldre över 65 år 12,0 %.
Runt Qijia är det tätbefolkat, med 319 invånare per kvadratkilometer. Närmaste större samhälle är Donglai, 13,6 km nordväst om Qijia. Trakten runt Qijia består till största delen av jordbruksmark.
Genomsnittlig årsnederbörd är 747 millimeter. Den regnigaste månaden är juli, med i genomsnitt 283 mm nederbörd, och den torraste är januari, med 11 mm nederbörd.